# In Rainbows
In Rainbows е седмият студиен албум на английската рок група Рейдиохед. Албумът излиза за първи път на 10 октомври 2007 като MP3 албум за сваляне. Стандартната компакт дискова версия излиза на пазара в САЩ на 1 януари 2008 . С този албум свършва най-дългата дупка между два албума на Рейдиохед от началото на тяхната кариера.

## Пускане на пазара и дистрибуция
На 1 октомври 2007 Рейдиохед публикуват чрез своя сайт името на новия им седми албум In Rainbows. В информацията са включени песните и датите за пускане на пазара.
Албумът е достъпен за сваляне под формат MP3 от сайта inrainbows.com от 10 октомври 2007. Тази версия на албума съдържа 10 песни с качество на звука 160кб за секунда, MP3 формат. Стандартната компакт дискова версия на албума излиза в началото на 2008. При поръчка на дисковата версия от сайта inrainbows.com потребителят получава специална версия, включваща албума на песните от албума, книжка с текстовете, илюстрации и отделен компакт диск с 8 допълнителни песни, дигитални снимки и илюстрации. Всичко това е опаковано в специална книга с твърди корици.
Докато цената на компакт диска е 40 британски лири (около 86 лева), цената за сваляне от сайта на албума се определя от купувача. Ако той реши да купи албума и даде за това повече от 0,00 лири, ще трябва да даде номера на кредитната си карта и да осъществи свалянето на музиката от албума. За безплатна покупка не се изисква кредитна карта и няма допълнителни такси.
Новаторският начин на разпространение на албума започва около 5:30 източноевропейско лятно време на 10 октомври 2007.

## Песни
1. „15 Step“ – 3:57
2. „Bodysnatchers“ – 4:02
3. „Nude“ – 4:15
4. „Weird Fishes/Arpeggi“ – 5:18
5. „All I Need“ – 3:48
6. „Faust Arp“ – 2:09
7. „Reckoner“ – 4:50
8. „House of Cards“ – 5:28
9. „Jigsaw Falling into Place“ – 4:09
10. „Videotape“ – 4:39

Компакт дисковата версия включва допълнителен втори диск, който включва осем бонус песни, дигитални снимки и илюстративни произведения:
1. „MK 1“
2. „Down Is the New Up“
3. „Go Slowly“
4. „MK 2“
5. „Last Flowers“
6. „Up on the Ladder“
7. „Bangers and Mash“
8. „4 Minute Warning“